# 대한민국의 택시
대한민국의 택시는 차종에 따라 크게 중형택시, 대형택시, 고급택시로 구분된다. 운행연한과 배기량, 차량 크기 등이 법에 규정되어 있다.

## 차량
대한민국에서 택시는 배기량에 따라 4~9년의 운행연한을 적용한다. 개인택시의 경우 배기량 2,400㏄미만 차량은 7년, 2,400㏄이상 차량은 9년이다. 6개월마다 차량 안전검사를 거쳐 연장여부를 결정하여 2년을 더 사용할 수 있다. 배기량 2,400㏄이상의 개인택시는 최대 11년을 사용할 수 있다.
2021년부터 2023년까지 새로 등록된 택시의 30%인 33,400대가 현대 아이오닉 5와 아이오닉 6, 기아 EV6 등 전기차였다. 법인택시 회사는 지역별로 서울과 부산은 50대, 광역시와 시는 30대, 군 단위는 10대 이상의 차량을 보유해야 한다. 2020년 서울시 조사에 따르면, 택시의 하루 평균 주행거리는 240.2km이다.

### 대형택시
대형택시 차량은 배기량이 2,000cc 이상인 6~10인승 자동차 또는 2,000cc 이상인 13인승 이하 승합차이어야 한다. 운전사는 5년 이상 무사고 경력의 택시 면허를 가지고 있어야 한다.

### 고급택시
고급택시는 2015년 11월 도입되었다. 제네시스의 차량이나 현대 에쿠스, 기아 K9 등의 배기량 2,800cc 이상 차량이 사용된다. 택시 외부에 택시임을 표시하는 등을 달 필요가 없으며, 모바일 앱 등이 있을 시 미터기 설치 의무가 없다. 대구광역시에서는 배회 영업이나 공항·역 대기 영업을 할 수 없고 예약제로 운영해야 한다. 운전사는 해마다 16시간 이상 서비스 교육을 이수 받아야 한다.